# Witflankhaas
De witflankhaas (Lepus callotis)  is een zoogdier uit de familie van de hazen en konijnen (Leporidae). De wetenschappelijke naam van de soort werd voor het eerst geldig gepubliceerd door Wagler in 1830.